# 羽鳥純二

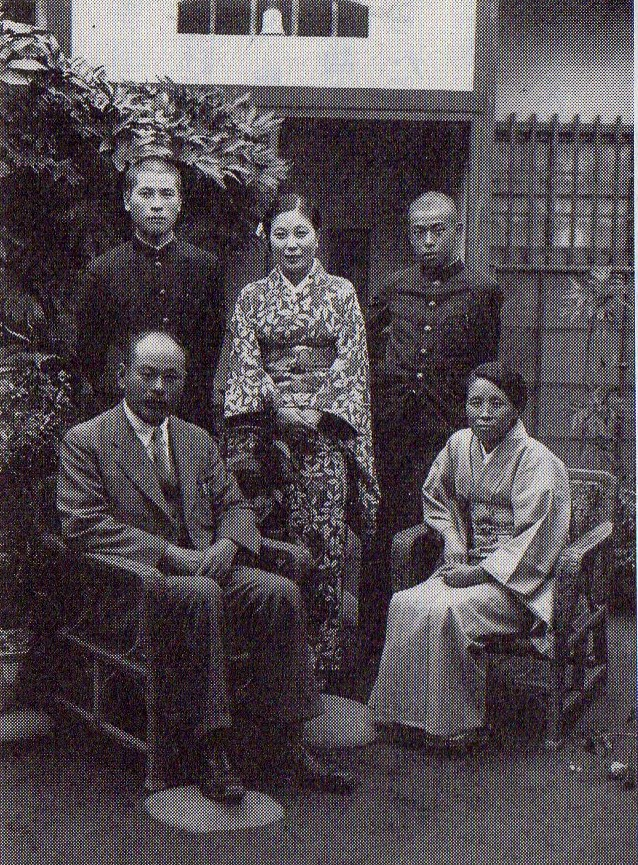
羽鳥家の家族写真、後列右が純二、後列右が明

羽鳥 純二（はとり じゅんじ、1926年 - 2012年）は日本の牧師、神学校の教師。羽鳥明は実兄。

## 経歴
1926年に、小学校教師を父として群馬県に生まれる。第二高等学校を経て東京帝国大学工学部火薬学科に入学、在学中に終戦を迎える。大学卒業後に日本鋼管に入社するも、共産党員になりオルグ活動をしたことによって解雇される。その後、土方や行商をしながら革命家として活動して、革命運動の指導者になる。
1954年に、4年間の米国留学を終えて帰国した兄・羽鳥明に誘われて復活祭の礼拝に出席し、安藤喜市の説教を聞いてキリスト教に入信した。後に、献身して神学校に入り、1954年に須賀川に開校した中央日本聖書学塾で塾長安藤喜市の下で訓練を受ける。卒業後、太平洋放送協会に入社し、後には総支配人になり羽鳥明と共に文書伝道に携わる。太平洋放送協会に属したままに、招聘されて1965年までキリスト教朝顔教会の牧師をする。1974年羽鳥明と共に、日本代表としてローザンヌ誓約に署名をする。
その後、愛知県名古屋市の日本福音キリスト教会連合、自由ヶ丘キリスト教会牧師を長年勤め、後に名誉牧師になる。東海聖書神学塾の塾長を務める。

## 著書
- 「勝利ある人生をめざして」
- 「キリスト教の中心」

## 訳書
- E・M・バウンズ著「祈りによる力」

## パーソナリティー
- 太平洋の声（トランス・ワールド・ラジオグアム）「牧師の書斎から」